# Michael Cooper (homme politique)
Pour les articles homonymes, voir Michael Cooper.
Michael Cooper, né le 8 nars 1984 à Saint-Albert en Alberta, est un homme politique canadien. Il représente la circonscription de St. Albert—Edmonton à la Chambre des communes du Canada depuis 2015 sous la bannière du Parti conservateur du Canada. Avant d'être élu, il travail dans le droit.